# Mykola Cholodnyj
Mykola Kostjantynovyč Cholodnyj (31. července 1939, Jagydny Chutor, Krasnopillia, Koropský rajón – únor 2006, Kozelecký rajón) byl ukrajinský básník 60. let, literární kritik, publicista, překladatel. V šedesátých letech 20. století aktivní autor samizdatu. Člen skupiny literárních performerů Bu-Ba-Bu (1997), nositel ceny V. Sosjura (1998), ceny V. Nefelina, ceny Blagovest, ceny Papeže za knihu „O duši v písni a o písni v duši“ (Řím, 1979). Osobnost roku 1999 podle American Biographical Institute, zařazen do mezinárodní encyklopedie  "Outstanding Figures of the 20th Century".

## Životopis

### Školy a osobní život
Narodil se v rolnické rodině ve vesnici Jagydny Chutor, Krasnopillia. Jeho otec, Kostiantyn Ivanovyč (1918-1964) bojoval za války u Stalingradu a s armádou došel až do Rakouska. Zúčastnil se pak války s Japonskem v roce 1945, ale nechtěl se vrátit do kolchozního poddanství a zůstal na Sibiři poblíž svých rozkulačených příbuzných ve vyhnanství, kde v roce 1964 tragicky zemřel. Jeho matka Hanna Michajlovna Čucha (1916-1984) se odmítla k němu připojit a pracovala v kolchozu.
Mykola chodil od roku 1946 do základní školy ve vesnici Stiahailivka a v roce 1953 absolvoval Karilskou sedmiletou školu. V roce 1949, když chodil do páté třídy, vytvořil obrázek "Stalin zemřel. Lidé modlete se k Bohu", který pohodil na školní chodbě. Vedení školy ho identifikovalo podle rukopisu, ale bálo se případ řešit a omezilo se na výchovný rozhovor. Jako mladistvý si vyzkoušel práci v dolech, ale utrpěl tam zranění obličeje a ruky, které se stalo jeho životním handicapem.
V roce 1950 poslal své básně Pavlo Tyčynovi, který mu zařídil odběr novin Literární Ukrajina.
Roku 1955 byl vyloučen ze střední školy v Krasnopiljeu za pokus o pěstování kníru. Dne 1. září vyšla v novinách „Радянська Коропщина“ jeho báseň „Zahálčivý brigadýr (Бригадир-нероба)“ pod pseudonymem „M. Petrenko“. Musel pak utéct z vesnice do Myrhorodu a pracoval tam jako dělník. Cholodnyj přispíval do novin, v roce 1957 se účastnil setkání dělnických kolektivů, zaznamenával folklór a posílal ho do Ústavu folkloru Ukrajinské akademie věd. Roku 1961 nastoupil na Filologickou fakultu Kyjevské univerzity, kde se seznámil s Ivanem Dzjubou. V roce 1965 byl z univerzity vyloučen poté, co vystoupil na diskusi o románu Arsena Iščuka Rekrutové («Вербівчани»). Byl od té doby pod stálým dohledem KGB, která narušovala i jeho osobní život.
V roce 1968 s pomocí kandidáta filologie Ivana Varčenka přestoupil a absolvoval Oděskou univerzitu. Kvůli sbírce „Výkřik z hrobu“ byl nucen opustit Kyjev. Od 60. let udržoval po 14 let romantický vztah s textilní výtvarnicí Terezou Cymbalynec a nakonec se s ní oženil. Manželství ale fungovalo jen krátce jako vztah na dálku a kvůli jeho zákazu pobytu v Kyjevě se nakonec rozpadlo.

### Veřejná činnost a perzekuce
V 60. letech 20. století byl aktivním autorem samizdatu. Jeho díla se vyznačují ironií, alegorií a silným vlasteneckým patosem, verše se stávají „okřídlenými“.
Od roku 1962 se účastnil činnosti Klubu tvůrčí mládeže „Sučasnik“, vystupoval na literárních večerech ve Svazu spisovatelů, ve školách, na univerzitách, v továrních kulturních střediscích, v parcích, účastnil se pochodňového průvodu k pomníku Ivana Franka.
V prosinci 1962 byla z plánu Státního literárního nakladatelství stažena Cholodného první sbírka „Rudý sen“, kterou kladně recenzoval Ivan Dzjuba. V prosinci 1963 přednesl svůj první tvůrčí referát v budově Svazu ukrajinských spisovatelů. V roce 1964 na univerzitním Dni filologů přednesl báseň o „300. výročí sjednocení Ukrajiny s Ruskem“, což vedlo děkana P. Fedčenka k přeřazení Cholodného na večerní studium pod hrozbou vyloučení. K tomu nakonec došlo o rok později.
V dubnu 1965 básník vystoupil na studentské vědecké konferenci s referátem „O duši v písni a o písni v duši“, kde se pozitivně zmínil o Symonu Petljurovi a Ulasu Samčukovi. V srpnu se vydal do karpatské vesnice Šešory, kde se měl zúčastnit slavnostního odhalení pomníku Tarase Ševčenka. Spolu s Vjačeslavem Čornovilem a Zynovií Franko a dalšími zorganizoval protestní shromáždění v souvislosti se zákazem odhalení pomníku.
V září 1965 zvolilo Literární studio Vasyla Čumaka „Sič“ Cholodného svým předsedou, a to v rozporu s vůlí stranického výboru univerzity. 5. prosince 1965 Cholodnyj kriticky vystoupil na diskusi o románu profesora Arsena Iščuka Rekrutové («Вербівчани»), který byl nominován na Národní cenu Tarase Ševčenka. Později v jednom rozhovoru vzpomínal: „Ten román nestál za nic. Ševčenkovu cenu mu nikdy nedali". Následující den byl vyloučen z Komsomolu a z 5. ročníku. Přespával u svých přátel v Kyjevě a účastnil se mnoha literárních večerů, kde četl své drsné, buřičské, revoluční a romantické básně. Jeho básně se staly populární a vyšly v antologii ukrajinské poezie v Praze.
Ve dnech 18. a 19. dubna 1966 protestoval Cholodnyj spolu s Linou Kostěnko a Ivanem Dračem před lvovským krajským soudem, kde byli souzeni Mychajlo Osadčyj, Myroslava Zvaryčevská, Bohdan a Mychajlo Horynovi. V květnu byl v samizdatu rozšířen jeho devadesátistránkový dopis Petro Šelestovi, který se týkal porušování Všeobecné deklarace lidských práv. 28. května 1966 byl za recitaci básní „Frankův monolog“ a „Psi“ u pomníku Ivana Franka u příležitosti 50. výročí jeho úmrtí v Kyjevě na 15 dní zatčen a umístěn v Lukianivské věznici spolu s Olesem Serhijenkem, Viktorem Kovalčukem a Valerijem Nabokem, kde drželi hladovku. Byli krmeni násilím a týráni. Po propuštění byl Cholodnyj vyhoštěn z Kyjeva.
V červnu až říjnu 1966 pracoval jako hlídač na zahradě státního statku ve vesnici Novo-Oleksandrivka v Jachotynské oblasti, kde překládal z ruštiny do ukrajinštiny rukopis Oleny Apanovyčové „Ozbrojené síly Ukrajiny v první polovině 18. století“. Dne 9. března 1967 přednesl Cholodnyj veřejně básně k vydání newyorské antologie ukrajinské poezie „Šedesát ukrajinských básníků šedesátých let“ (sestavil B. Kravcov). Byl poté odvolán z funkce instruktora-metodika Dobrověličkovského domu kultury Kirovohradské oblasti.
V červenci 1968 publikoval básně ve slovenském časopise Dukla, což vedlo k jeho propuštění ze samhorodské školy v okrese Skvyra. V téže době se v bytě Viktora Někrasova seznámil s Andrejem Sacharovem a Vladimirem Bukovským.
V roce 1968 byla Cholodného sbírka Elektrárna života vyřazena z tematického plánu nakladatelství Sovětský spisovatel. V listopadu vyšly jeho básně v novinách Svoboda v USA, v prosinci tamtéž v časopisu „Sovremennik“ č. 12 a almanachu "Polární záře" (sestavil Jar Slavutyč, Edmonton, Kanada). Roku 1969 vydalo exilové nakladatelství Smoloskyp (Toronto, Baltimore, Paříž) jeho sbírku "Výkřik z hrobu" bez udání příjmení autora. Cholodnyj byl vyřazen z pořadníku bytového družstva Slovo Svazu spisovatelů a propuštěn z práce ve škole Kozyněc.
V roce 1970 pracoval na disertační práci z psycholingvistiky „Lidé prizmatem svého jazyka“ (zabavena při domovní prohlídce u M. Osadčyje v lednu 1972). Jeho básně vyly publikovány v necenzurovaném samizdatovém časopise Ukrajinský bulletin. Vjačeslav Čornovil ho označil za nejpopulárnějšího básníka na Ukrajině. Cholodnyj byl členem redakční rady lvovského samizdatového časopisu Skryňa (vyšlo pouze 1 číslo) a připravil stanovy Svazu nezávislých spisovatelů. Byl propuštěn z Mykulytské školy v Borodianském okrese.
V prosinci 1971 rozeslal plénu Svazu ukrajinských spisovatelů dopis o problematice práce s tvůrčí mládeží. V souvislosti se zatýkáním v šedesátých letech se 14. ledna 1972 obrátil na čínského vůdce Mao Ce-tunga s žádostí o udělení politického azylu. V roce 1972 byl zatčen za „protisovětskou propagandu“ (článek 62, část 1). Hlavním důvodem obžaloby byla jeho sbírka básní „Výkřik z hrobu“, která vyšla na Západě. Odsuzující recenzi na ni napsal kritik Arsen Kaspruk. Podle jiné verze byl autorem recenze Cholodného sbírky jeho spolužák, přítel a kolega z Literárního institutu Anatolij Kovtunenko.. Sám Cholodnyj v rozhovoru v roce 1999 vzpomínal na recenzi, jejímž autorem byl údajně Kovtunenko. Vyšetřovatel L. Berestovskij Cholodného vydíral psychiatrickým vyšetřením. 7. července 1972 byl v novinách „Literární Ukrajina“ zveřejněn dopis formulovaný KGB pod jménem Mykoly Cholodného, v němž přiznává svou vinu a odmítá své "politicky nesprávné básně". Básník byl propuštěn a administrativně vyhoštěn z Kyjeva pod dohledem KGB.
V srpnu 1972 Cholodnyj vydal avantgardní manifest „Ve stejném voze, ale ne ve stejném ešelonu“ a pokouší se vytvořit literární sdružení „Čuma“ („Slyšíte? Jsme avantgarda!“). Jeho působení ve školství provázela četná udání, předvolání od KGB, zákazy a obvinění z nacionalismu. Byl předvolán jako svědek v procesech s Z. Antonjukem a Ivanem Svitlyčným, kde vystoupil na jejich obhajobu.
Po další ztrátě zaměstnání pracoval jako učitel ve Vinnycji, kde v roce 1974 založil s místními spisovateli „Studio Ustym Karmaljuk“ („SUKA“), které bylo poraženo na okresní ideologické schůzi. Ve Vinnycji byl zatčen a neoprávněně opět propuštěn ze zaměstnání. Od července 1976 žil v Osteru v Černihivské oblasti. V listopadu byl propuštěn z funkce vedoucího místního historického muzea. Pracoval jako venkovský učitel, ale byl opakovaně propouštěn.
V roce 1979 vyšla ve vatikánské ukrajinské tiskárně jeho kniha „O duši v písni a o písni v duši“. Byla oceněna čestnou cenou Papeže a v roce 1981 se dočkala dotisku v Kanadě a USA.
V dubnu 1982 byl Cholodnyj obviněn ze zničení sochy Lenina, portrétu Brežněva a ručníku „300 let Ukrajiny s Ruskem“ a byl na 10 dní poslán do Černihivské oblastní psychiatrické nemocnice. Když 16. února 1984 zemřela ve vesnici Karylske Cholodného matka a on odjel na její pohřeb, ředitel školy mu udělil důtku za absenci. Roku 1984 požádal o politický azyl Ronalda Reagana. Za to mu okresní důstojník KGB vydal varování a Kozelecký okresní lidový soud vydal rozhodnutí, kterým zakázal Cholodnému opustit město Oster. Byl opět propuštěn ze zaměstnání. Město Oster nemohl opustit ani během černobylské katastrofy. V roce 1987 inicioval stavbu kostela ve své rodné vesnici.
V roce 1989 založil v Osteru pobočku první ukrajinské nezávislé strany Lidové hnutí Ukrajiny (Народний Рух України ) a na městské radnicí vyvěsil modrožlutou vlajku. Založil okresní literární sdružení v Kozeleci pojmenované po zakázaném spisovateli Vasylu Nefelinovi. V roce 1990 vstoupil do Mezinárodní asociace ukrajinistů.

### Rehabilitace, ocenění, úmrtí
V červnu 1991 byl rehabilitován v případu z roku 1972, ale nemohl pokračovat v práci ve škole a vrátit se do Kyjeva. Účastnil se mnoha literárních večerů na různých místech, jeho básně byly publikovány v tisku. Rukopisy zabavené v roce 1972 mu SBU vrátila až roku 1992. Roku 1992 uspořádal recitál ve Svazu spisovatelů s názvem „Zemřel jsem v roce 1972“. V únoru 1993 zrušil rektor Kyjevské státní univerzity příkaz z roku 1965 o vyloučení Cholodného ze studia.
V březnu 1993 vyšla na Ukrajině první básnická sbírka Cholodného „Cesta k matce“. Cholodnyj byl 23. března přijat do Národního svazu spisovatelů Ukrajiny. Jeho poezie byla celkem čtyřikrát byla nominována na národní Cenu Tarase Ševčenka. V lednu 1997 byla Cholodnému udělena cena tvůrčího sdružení „Bu-Ba-Bu“ a titul akademika sdružení, v roce 1998 v Luhansku cena V. Sosjura. V roce 1998 Ústřední státní archiv-muzeum literatury a umění Ukrajiny založil archivní fond písemností Cholodného pod číslem 1348. Dne 11. února 1999 kyjevský městský soud zrušil rozhodnutí Leninského okresního soudu v Kyjevě ze dne 29. 5. 1966 o uvěznění Cholodného v Lukianivské věznici.
Cholodnyj byl od roku 2002 členem Všeukrajinské společnosti politických vězňů a pronásledovaných, vedoucím Kozelecké okresní organizace Všeukrajinské pedagogické společnosti H. Vaščenka. Byl účastníkem Oranžové revoluce roku 2004. Roku 2005 mu předsednictvo Ukrajinského parlamentu udělilo Čestný řád. Před rokem 1993 vyšly na Ukrajině pouze dvě jeho sbírky veršů, obě vlastním nákladem jako samizdat.
Zemřel za neznámých okolností doma v polovině února 2006. Přesné datum jeho smrti není známo, ale sousedé slyšeli v noci z jeho bytu křik a zvuky zápasu a od té doby ho neviděli vycházet. Mrtvé zohavené tělo objevila policie až po měsíci, kvůli zápachu, smrt nebyla nikdy řádně vyšetřena. Cholodnyj předtím obvinil v tisku lokální vedení z kriminálních aktivit a obrátil se s apelem na ústřední státní orgány. Pohřben byl 15. března 2006 ve městě Oster v Černihivské oblasti.
Po smrti Cholodného bylo během derusifikace názvů na Ukrajině podáno několik návrhů na pojmenování ulic nebo veřejných prostor jeho jménem, ale žádný se nerealizoval. Roku 2016 mu byla posmrtně udělena Mezinárodní literární cena Pantelejmona Kuliše a roku 2017 mu Mezinárodní literární a umělecká akademie Ukrajiny udělila Medaili Ivana Mazepy.